# ألتون المرقب
ألتون المرقب قرية تتبع ناحية تالين في منطقة بانياس التابعة لمحافظة طرطوس.